# Buki Yamaz
Buki Yamaz var en dansk fusionsgruppe, anført af fløjtenisten og komponisten Aske Bentzon. Gruppen eksisterede i 1970'erne og havde sin egen stil, der var en blanding af latinamerikansk musik og funk. Nogle af gruppens medlemmer kendte hinanden fra Bernadotteskolen i Hellerup, mens andre mødte hinanden på musiksommerhøjskolen i Vallekilde i 1970.

## Gruppens start
Buki Yamaz opstod i starten af 1973, da medlemmerne af kvartetten "Klaskemik", Aske Bentzon, Kim Sagild samt brødrene Mikkel & Klavs Nordsø udvidede deres gruppe med yderligere to medlemmer, Bentzon's halvbror, Kasper Winding og bassisten Henrik Bødtcher.
Gruppen vakte opsigt pga. musikernes unge alder kombineret med deres veludviklede musikalitet og færdigheder, og de spillede mange tætpakkede koncerter i hovedstadsområdet, bl.a. i det gamle Montmartre i Store Regnegade. Gruppens første optrædener for et større publikum var i 1974 ved Multimusik Festivalen i Randers og på Roskilde Festival 1974.
I 1975 modtog Kasper Winding 10.000 kr. fra Statens Kunstfond, som musikerne delte. Samme år var de koncertopvarmning for Weather Report i København.

## Stilart og pladedebut
Oprindelig var pladeselskaberne ikke villige til at udgive gruppens musik, fordi det var instrumentalmusik, dvs. musik uden sang, som man ikke mente, der var et marked for. Det lykkedes dog musikerne at få selskabet Hookfarm til at udgive gruppens første album, Buki-Yamaz, i slutningen af 1975.
Musikken på debutalbummet var studieindspilninger af Buki-Yamaz' daværende live-materiale. Bortset fra et enkelt nummer skrevet af guitarist Kim Sagild, var alle albummets numre komponeret af de to halvbrødre Bentzon og Winding. Aske Bentzon skrev de lette og lyriske, latinamerikansk inspirerede sange, mens Kasper Winding stod for de mere rytmiske, funk-inspirerede tracks. Det var fusionen mellem disse to stilarter, latin og funk, kombineret med Aske Bentzons raffinerede tværfløjtespil, der var Buki Yamaz' kendemærke.

## Udskiftninger
Inden albummet blev indspillet, forlod Kasper Winding imidlertid gruppen. Herefter overtog Ethan Weisgard hvervet, og han medvirkede på gruppens to første udgivelser. I slutningen af 1976, efter den anden LP Segundo, forlod Ethan Weissgard og Henrik Bødtcher gruppen og blev erstattet af trommeslager Jeppe Reipurt og bassisten Kim Yarbrough. Desuden trådte pianisten Ben Besiakov ind i gruppen.
Efter gruppens tredje album, Live i 1978 forlod også Aske Bentzon gruppen for at hellige sig sit solo-album, Badminton, der udkom i 1979. Dette album fik senere kultstatus, og regnes i dag for at være et mesterværk af mange aktører i musikbranchen. Næsten alle Buki Yamaz' medlemmer medvirker på Badminton, så albummet fremstår på en gang som en syntese af Buki Yamaz' bidrag til musikhistorien, og samtidig som Bentzon's monument og definitive farvel til gruppen. Dette blev også gruppens endeligt:
Efter et kort intermezzo i 1979 - og et enkelt album, Maybe We med sangerinden Debbie Cameron som frontfigur i stedet for Bentzon - valgte de tilbageværende musikere at opløse orkesteret. Den sidste koncert med Buki Yamaz blev ifølge Dansk Rockleksikon spillet på Amagertorv i København i juli 1980.

## Diskografi
- Buki-Yamaz – LP (1975)
  - Bas – Henrik Bødtcher
  - Slagtøj – Klavs Nordsø
  - Trommer – Ethan Weisgard
  - Fløjte – Aske Bentzon
  - Guitar – Kim Sagild, Mikkel Nordsø
    - Gæster:
    - Saxofon – Anders Gårdmand, Jens Haack
    - Synthesizer – Kenneth Knudsen
    - Keyboard – Ben Besiakov
    - Slagtøj, Synthesizer – Kasper Winding

- Segundo – LP (1976)
  - Bas – Henrik Bødtcher
  - Slagtøj – Klavs Nordsø
  - Trommer – Ethan Weisgard
  - Fløjte – Aske Bentzon
  - Guitar – Kim Sagild
  - Guitar, akustisk guitar – Mikkel Nordsø
    - Gæster:
    - Elektrisk piano – Ben Besiakow
    - Elektrisk Piano – Palle Mikkelborg
    - Piano – Kasper Winding
    - Saxofon – Jesper Nehammer

- Live – LP (1978)
  - Bas – Kim Yarbrough
  - Slagtøj – Klavs Nordsø
  - Trommer – Jeppe Reipurth
  - Fløjte – Aske Bentzon
  - Guitar – Kim Sagild, Mikkel Nordsø

- Gangsterens Lærling / You Just Call Me What You Want - filmmusik, single (1976)
- Get Together - single (1977)
- Drive My Car / Good Guys, Bad Guys - single (1979)
- Maybe We, med Debbie Cameron – LP (1979)
- Buki-Yamaz - opsamlingsalbum (2001)